# União das Freguesias de Ala e Vilarinho do Monte
Die União das Freguesias de Ala e Vilarinho do Monte ist eine portugiesische Gemeinde (Freguesia) im Kreis (Concelho) Macedo de Cavaleiros, Distrikt Bragança, im Nordosten Portugals.

## Geschichte
Die Gemeinde entstand im Zuge der Gebietsreform vom 29. September 2013 durch die Zusammenlegung der ehemaligen Gemeinden Ala und Vilarinho do Monte.
Ala wurde Sitz der neuen Verwaltung.

## Demographie
| Freguesia | Freguesia                | Freguesia | Freguesia       | ehemalige Freguesias | ehemalige Freguesias | ehemalige Freguesias | ehemalige Freguesias |
| --------- | ------------------------ | --------- | --------------- | -------------------- | -------------------- | -------------------- | -------------------- |
| Wappen    | Freguesia                | Einwohner | Fläche in (km²) | Wappen               | Freguesia            | Einwohner            | Fläche in (km²)      |
|           | Ala e Vilarinho do Monte | 412       | 40,77           |                      | Ala                  | 420                  | 33,64                |
|           | Ala e Vilarinho do Monte | 412       | 40,77           | Vilarinho do Monte   | 67                   | 7,13                 |                      |